# Anna Lewandowska
Anna Maria Lewandowska (nascuda Stachurska; 7 de setembre de 1988) és una karateka, entrenadora personal i emprenedora polonesa. És medallista múltiple als campionats mundials, europeus i nacionals. És la dona del futbolista Robert Lewandowski.

## Biografia i carrera
Lewandowska va néixer a Łódź filla de Bogdan Stachurski i la seva dona Maria. És llicenciada a l'Acadèmia d'Educació Física de Varsòvia, on fa defensar la seva tesi el 2012.
Lewandowska és membre del Club de Karate de Pruszkow. Durant la seva carrera ha guanyat tres medalles als campionats del món sènior, sis medalles als campionats d'Europa en diferents categories d'edat (incloent-hi dos campionats d'Europa sèniors) i 29 medalles al campionat de Polònia.
El setembre de 2013, Lewandowska es va fer nutricionista. Va iniciar el bloc Healthy Plan d'Ann, que ofereix consells nutricionals i plans d'entrenament.
L'any 2014 va publicar el seu primer llibre Żyj zdrowo i aktywnie z Anną Lewandowską (Condueix una vida sana i activa amb Anna Lewandowska) en què anima els lectors a canviar els seus hàbits alimentaris i ofereix receptes per a diversos plats així com exercicis preparats per ella mateixa.
L'any 2016 va ser nomenada directora de les Olimpíades Especials de Polònia, una organització que dona suport als discapacitats psíquics a través de l'esport, així com conscienciació social sobre els reptes als quals s'enfronta aquest grup de persones. El mateix any, va llançar la marca Foods by Ann, que ven aperitius saludables i suplements dietètics.
El 2019, es va convertir en presentadora del programa de televisió Sztuki walki (Arts marcials) emès al programa de televisió matinal Dzień Dobry TVN. El mateix any, va llançar la seva marca de cosmètics Phlov.

## Vida personal
El 22 de juny de 2013, es va casar amb Robert Lewandowski, un futbolista polonès, a Serock. El desembre de 2016, Lewandowski va anunciar que Anna esperava el seu primer fill i estava embarassada de cinc mesos. Va donar a llum la seva filla Klara el 4 de maig de 2017.
El novembre de 2019, Lewandowski va confirmar que Anna estava embarassada per segona vegada. La seva segona filla, Laura, va néixer el 6 de maig de 2020.